# Shorea foraminifera
Shorea foraminifera là một loài thực vật thuộc họ Dipterocarpaceae. Đây là loài đặc hữu của Brunei.